# Predkalcedonske cerkve
Oznaka Predkalcedonske cerkve (ali tudi Orientalske pravoslavne cerkve) pomeni skupino krščanskih cerkva, ki priznavajo samo prve tri ekumenske koncile, zavračajo pa sklepe četrtega - Kalcedonskaga koncila, zlasti doktrino, da ima Jezus dve naravi: božjo in človeško. Cerkve iz te skupine so med sabo v polnem občestvu.
V to skupino uvrščamo naslednje Cerkve:
- Armenska apostolska cerkev
- Aleksandrijska koptska cerkev
- Etiopska pravoslavna cerkev
- Eritrejska pravoslavna cerkev
- Indijska pravoslavna cerkev
- Sirska pravoslavna cerkev
- Koptska pravoslavna cerkev

Včasih uvrščajo v to skupino tudi Asirsko cerkev, kar pa ni pravilno, saj se ta od zgoraj naštetih precej loči po nauku in tradiciji.